# Агафангел (Станковский)
Митрополит Агафа́нгел (макед. Митрополитот Агатангел, в миру Атанас Станковский, макед. Атанас Станковски; род. 11 марта 1955, Скопье, Социалистическая Республика Македония) — епископ Македонской православной церкви, митрополит Повардарский (с 2006).

## Биография
Родился 11 марта 1955 года в Чаире, районе города Скопье.
7 января 1979 года епископом Положко-Кумановским Кириллом (Поповским) был рукоположен в сан диакона, а 9 января — в сан священника к церкви святого Георгия в Чаире.
С 1983 года служил в ряде македонских церквей в Австралии — в церкви Пресвятой Богородицы в Брисбене, в Мельбурне, в церкви святого Димитрия в Спрингвейл и церкви святого Николая в Престоне. В 1988 году митрополитом Австралийским Тимофеем (Йовановским) был возведён в сан протоиерея и назначен архиерейским наместником.
С 1990 года, вернувшись из Австралии, работал библиотекарем богословского факультера Скопского университета, а позднее — в канцелярии Синода Македонской православной церкви.
В 1995 году получил диплом об окончании богословского факультета Скопского университета и продолжил своё служение в кафедральном соборе святого Климента Охридского в Скопье.
В связи с кончиной супруги, 5 февраля 1998 года был пострижен в монашество с именем Агафангел.
24 июня 1998 года Священным Синодом Македонской православной церкви был избран для рукоположения в сан епископа Величского, викария Скопской архиепископии.
13 февраля 2000 года назначен митрополитом Повардарским с резиденцией в городе Велесе.
26 ноября 2000 года назначен митрополитом Брегалнишским.
7 октября 2006 года вновь переведён на Повардарскую митрополию. 8 октября того же года в соборном храме святого Пантелеимона в Велесе состоялась его интронизация.
Является ректором Македонской духовной семинарии в Драчево.